# 100 mm armata czołgowa D10-TG
Armata czołgowa D10-TG – 100-mm półautomatyczna armata czołgowa wz. 1944 konstrukcji radzieckiej.
Armata stanowi uzbrojenie czołgu średniego T-54 i jego odmian. Przeznaczona do niszczenia opancerzonych pojazdów bojowych, siły żywej, środków ogniowych oraz burzenia umocnień obronnych.
Półautomatyka armaty działa na zasadzie odrzutu lufy. Lufa bruzdowana monoblokowa. Zakończona jest przedmuchiwaczem. Zamek klinowy o ruchu poziomym z mechanizmem półsamoczynnego działania. Posiada oporopowrotnik, który składa się z hydraulicznego opornika i pneumatycznego powrotnika. Kołyska typu cylindrycznego. Mechanizm podniesieniowy typu łukowego. Mechanizm posiada również urządzenie wyłączające ślimak podczas naprowadzania armaty na cel za pomocą stabilizatora. Mechanizm spustowy elektryczno-mechaniczny (elektrospust) lub mechaniczny. Podczas strzelania do wycelowania wykorzystywany jest teleskopowy celownik przegubowy TSz2A-22 lub TSz2B-22.
Do strzelania z armaty stosowane są naboje scalone z pociskiem odłamkowo-burzącym, przeciwpancerno-smugowym, kumulacyjnym i błyskowo-dymnym.

## Dane techniczne armaty
- Masa lufy z zamkiem – 1438 kg[1]
- Masa zespołu odrzutowego – 1458 kg
- Masa zespołu wahadłowego – 1928 kg
- Długość lufy – 5608 mm
- Długość części bruzdowanej – 4630 mm
- Kąt ostrzału – -5° do +18° (w płaszczyźnie pionowej), 360° (poziomej)
- Dopuszczalna długość odrzutu – 570 mm
- Donośność – 15 000 m
- Szybkostrzelność – do 7 strz./min